# Kuchnia indonezyjska

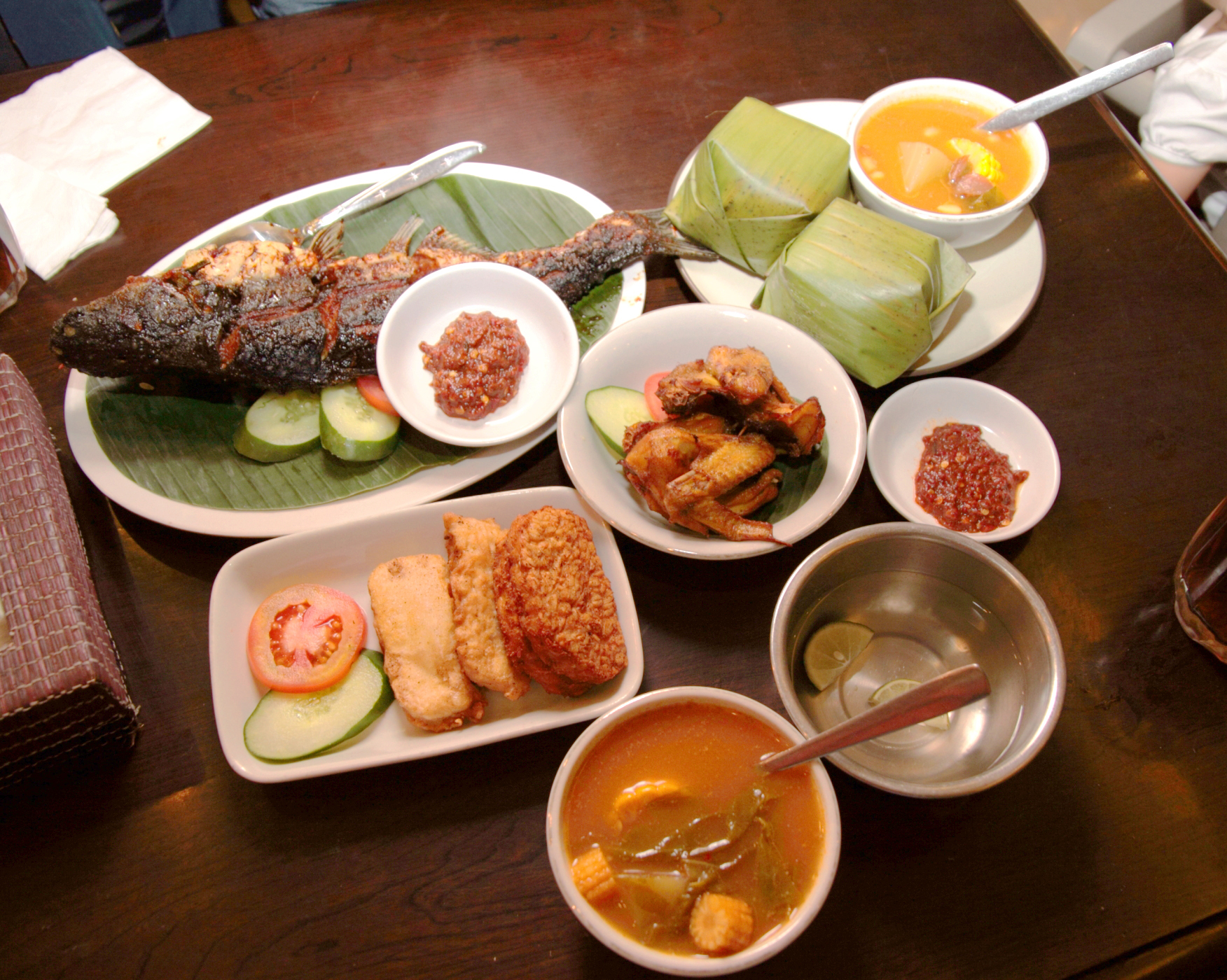
Kuchnia sundajska: pieczona ryba, nasi timbel (ryż zawinięty w liść bananowca), smażony kurczak, sambal, smażone tempeh i tofu, oraz sayur asem

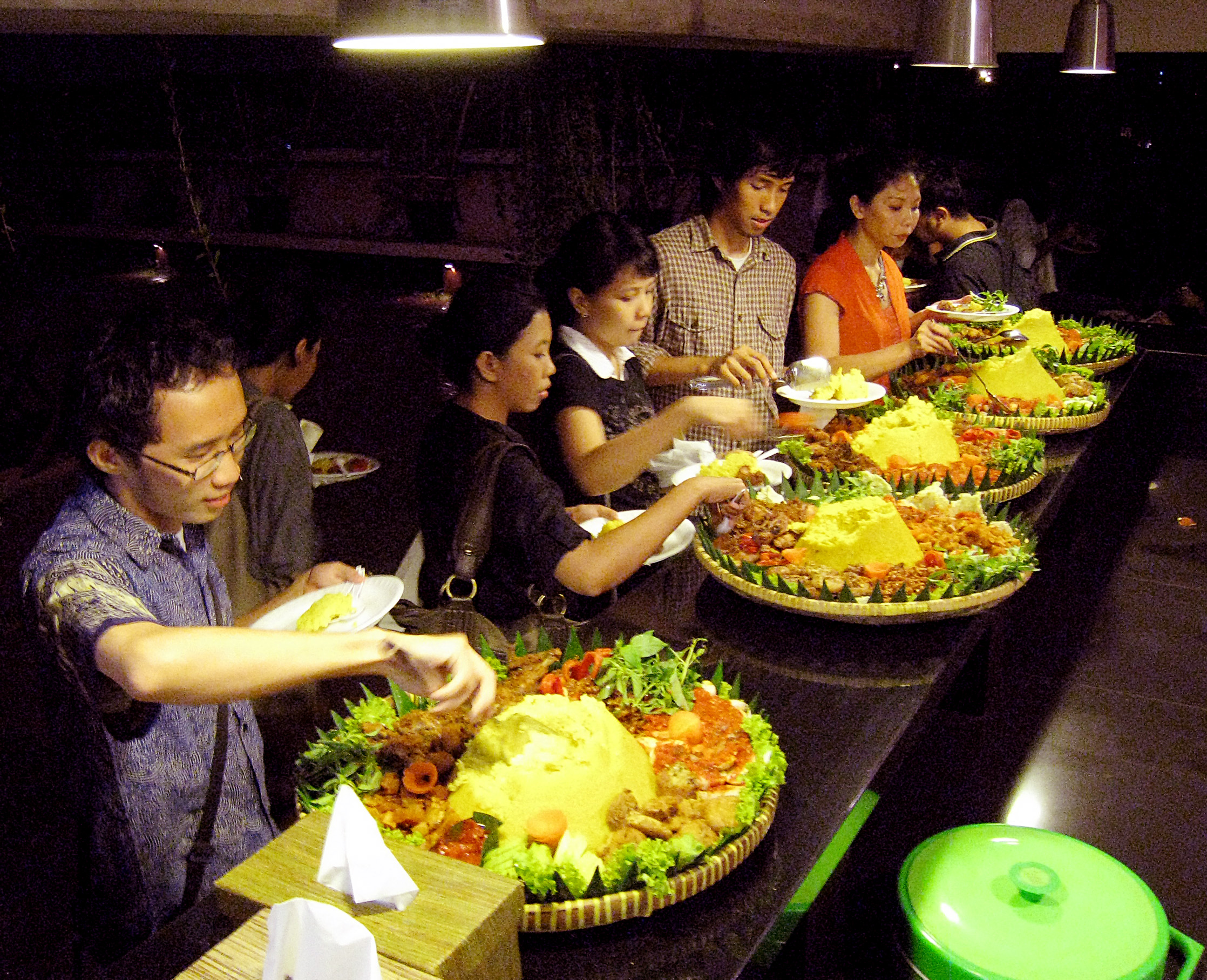
Tumpeng - danie świąteczne

Kuchnia indonezyjska – ogólne określenie różnych tradycji kulinarnych spotykanych w Indonezji, wykazujących znaczne zróżnicowanie regionalne, a także wpływy kuchni arabskiej, indyjskiej i chińskiej. Kuchnie indonezyjskie, słynące z bogactwa aromatycznych miejscowych przypraw, opierają się głównie na ryżu, z dodatkiem mięsa, ryb i owoców morza. Do sporządzania potraw wykorzystuje się także niektóre odmiany mango i bananów, a także mleko kokosowe i pastę z orzechów ziemnych. Do jedzenia używa się najczęściej kombinacji łyżki (trzymanej w prawej ręce) i widelca (w lewej). Najbardziej popularne potrawy indonezyjskie znane są również w Singapurze i Malezji. 

## Typowe dania kuchni indonezyjskiej
- nasi goreng[2]
- soto[3]
- satay[4]
- gado-gado[5]
- otak-otak
- tempeh
- cenil
- bakpia